# Neumarkter Becken (Polen)

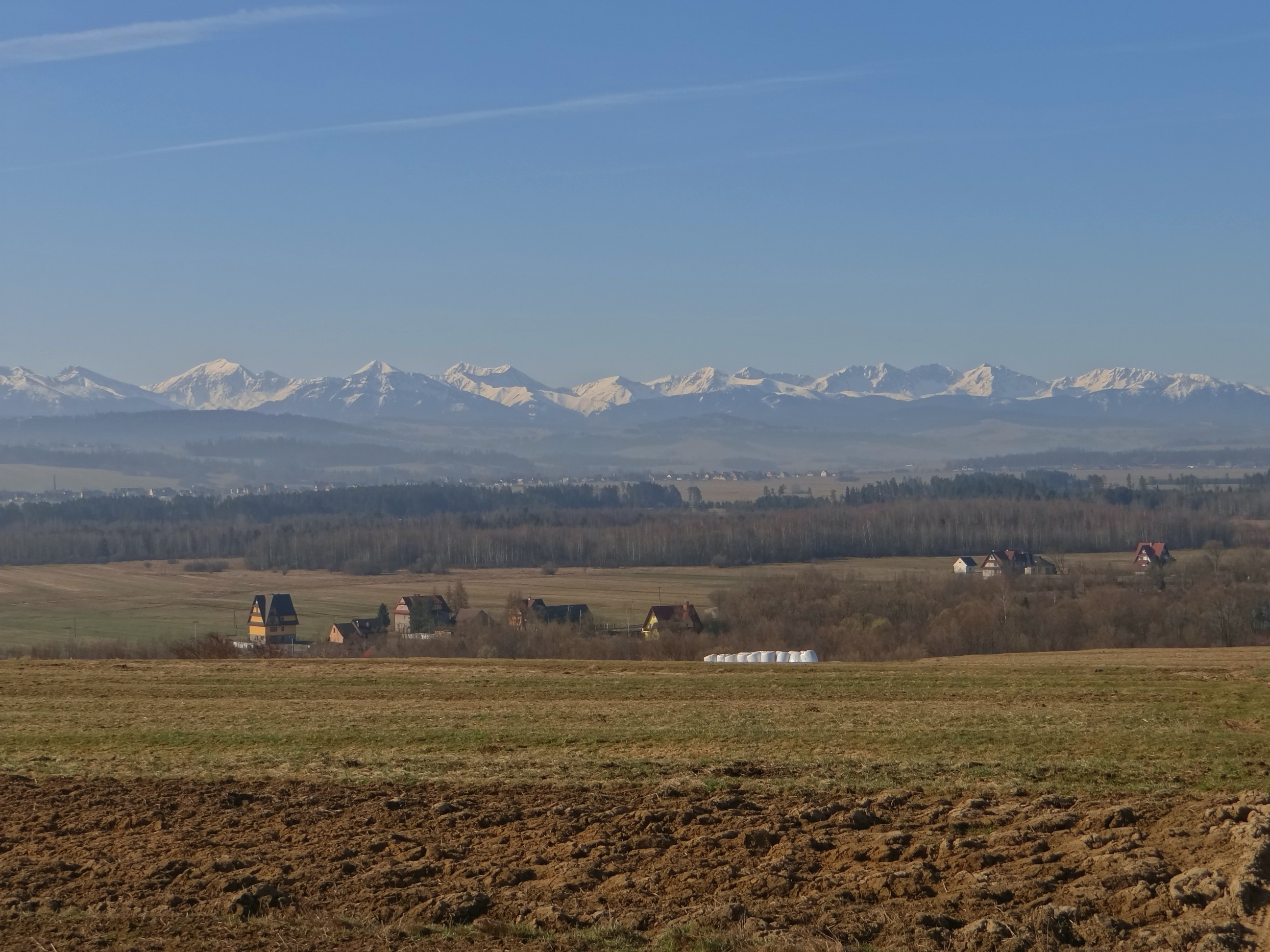
Krauszów im Becken mit Tatra im Hintergrund (Blick von Norden)

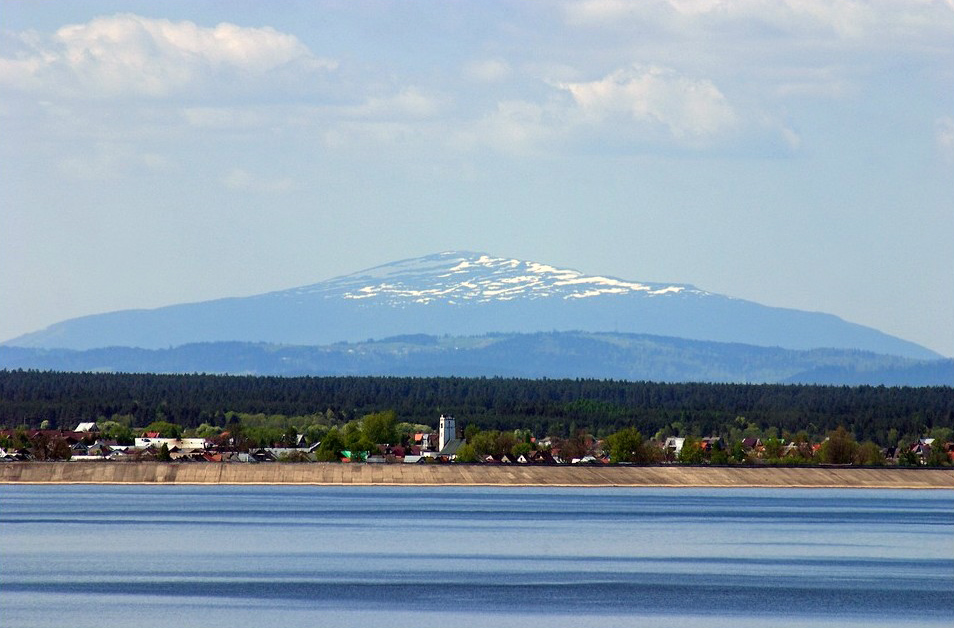
Frydman im Becken mit Babia Góra im Hintergrund (Blick von Osten)

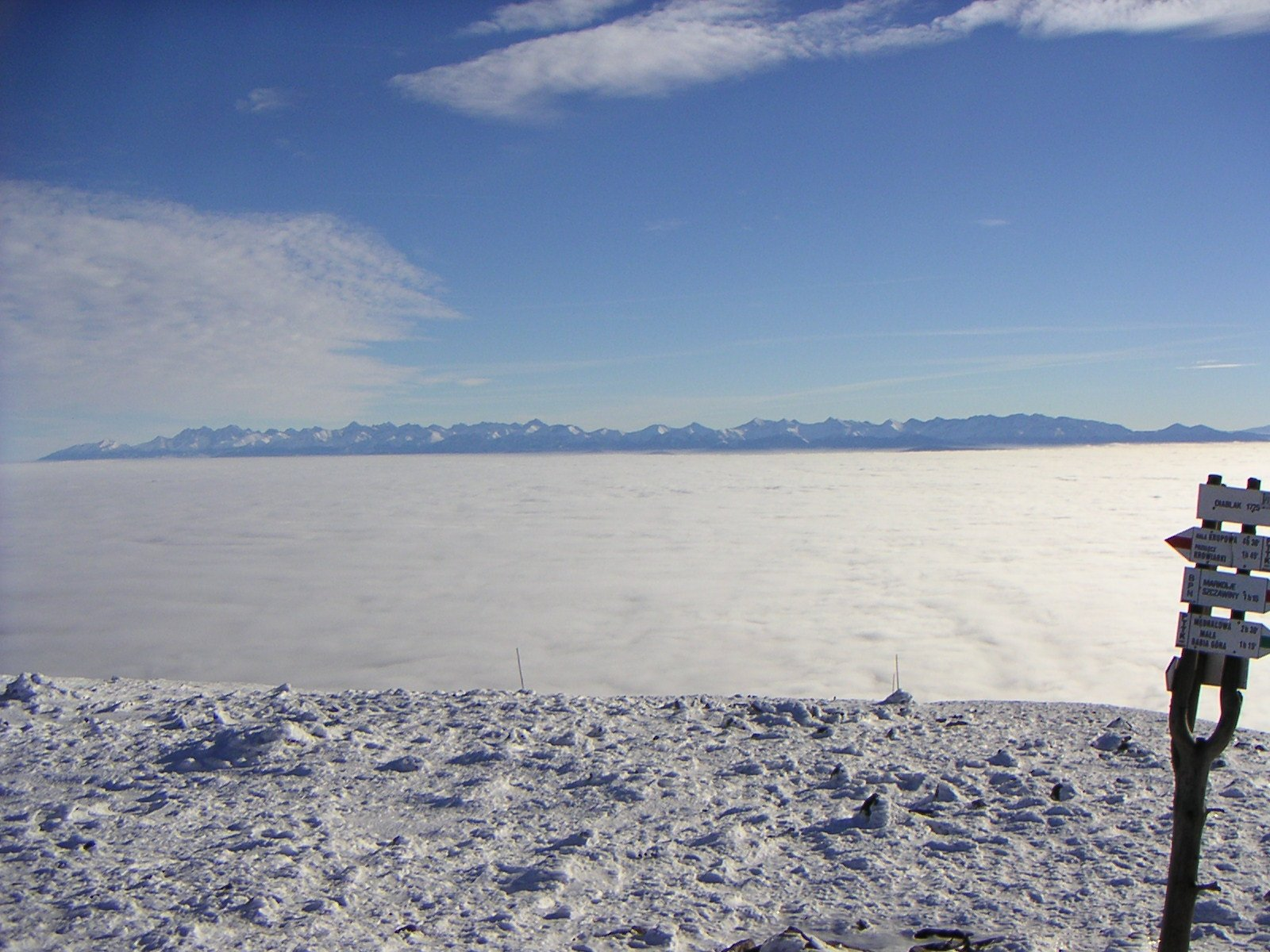
Dichte Wolkendecke über dem Becken, Blick von der Babia Góra

Das Neumarkter Becken (polnisch Kotlina Nowotarska) in Polen ist ein großer Talkessel in Kleinpolen. Es liegt auf einer Höhe von 510 bis 686 m ü. NHN und bedeckt eine Fläche von 369 km².

## Geografie
Das Neumarkter Becken ist Teil der Region Podhale und erstreckt sich am Zusammenfluss des Czarny Dunajec und Biały Dunajec zum Dunajec sowie der Białka (Mündung in den Stausee Jezioro Czorsztyńskie) zwischen den Westbeskiden (Arwa-Podhale Beskiden beziehungsweise Saybuscher Beskiden und Gorce) im Norden und dem Vorgebirge der Tatra (Pogórze Bukowińskie sowie Pogórze Spisko-Gubałowskie) im Süden. Im Westen schließt sich das Arwa Becken an, mit dem es zusammen das Arwa-Neumarkter Becken bildet. Im Osten befinden sich die Pieninen.
Das Neumarkter Becken ist dicht besiedelt. Die größte Stadt ist das namensgebende Nowy Targ. Andere wichtige Orte im Becken sind: Chyżne, Ciche, Czarny Dunajec, Dębno, Długopole, Falsztyn, Frydman, Gronków, Jabłonka, Koniówka, Krempachy,  Ludźmierz, Maruszyna, Nowa Biała, Ostrowsko, Piekielnik, Podczerwone, Rogoźnik, Skrzypne, Stare Bystre, Szaflary, Waksmund, Wróblówka und Zaskale. Die fruchtbare und klimatisch günstig gelegene Region ist ansonsten landwirtschaftlich, insbesondere von der Viehzucht, geprägt.
Durch das Becken verläuft in Nord-Süd-Richtung die Zakopianka von Krakau nach Zakopane sowie die DK 7 sowie die Bahnstrecke Chabówka–Zakopane.
Die Volksgruppe, die das Becken bewohnt, sind die Podhalanie, einer Gruppe der polnischen Goralen. Am östlichen Rand wohnen die Zipser Goralen und am Westrand die Arwa Goralen.

## Panorama

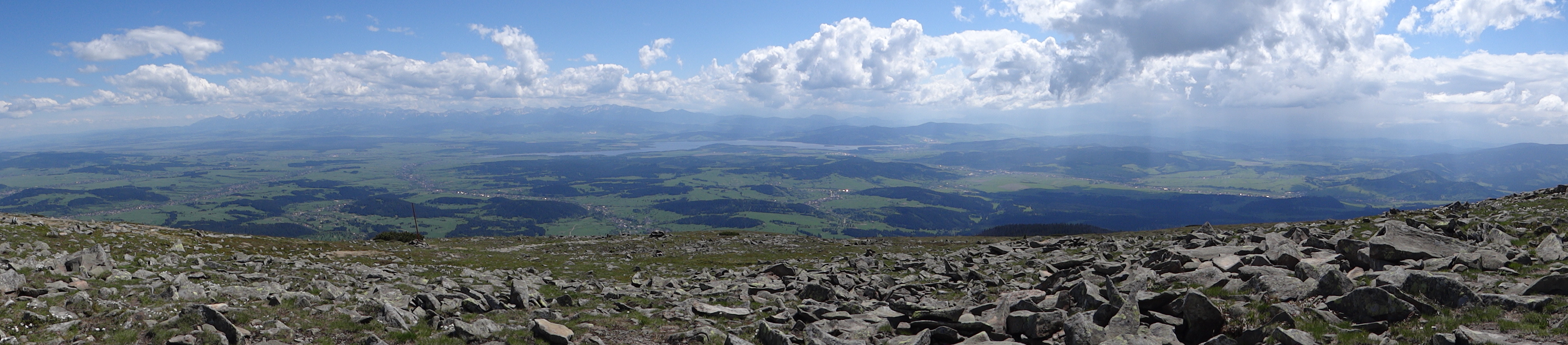
Panorama von der Babia Góra in den Saybuscher Beskiden (Blick von Norden)